# Бьорквикен
Бьорквикен (на шведски: Björkviken) е населено място в централната западна част на шведския остров Йоланд, разположено в община Борихолм, лен Калмар. Населението на Бьорквикен е 208 души (към 31 декември 2010). Бьорквикен е най-малкото по площ населено място в Швеция, като землището заема едва 11,01 хектара.

## Динамика на населението
Населението на Бьорквикен през последните няколко десетилетия е относително постоянно .